# Municipalità di Wudinna
La municipalità di Wudinna è una Local Government Area che si trova in Australia Meridionale. Essa si estende su una superficie di 5.393,8 chilometri quadrati e ha una popolazione di 1.314 abitanti. La sede del consiglio si trova a Wudinna.